# Eris (törpebolygó)

A Palomar Obszervatórium Samuel Oschin teleszkópjának képei, amelyekkel felfedezték az égitestet; a kép bal oldalán, a közepétől kissé feljebb, lefelé mozgó pötty az Eris

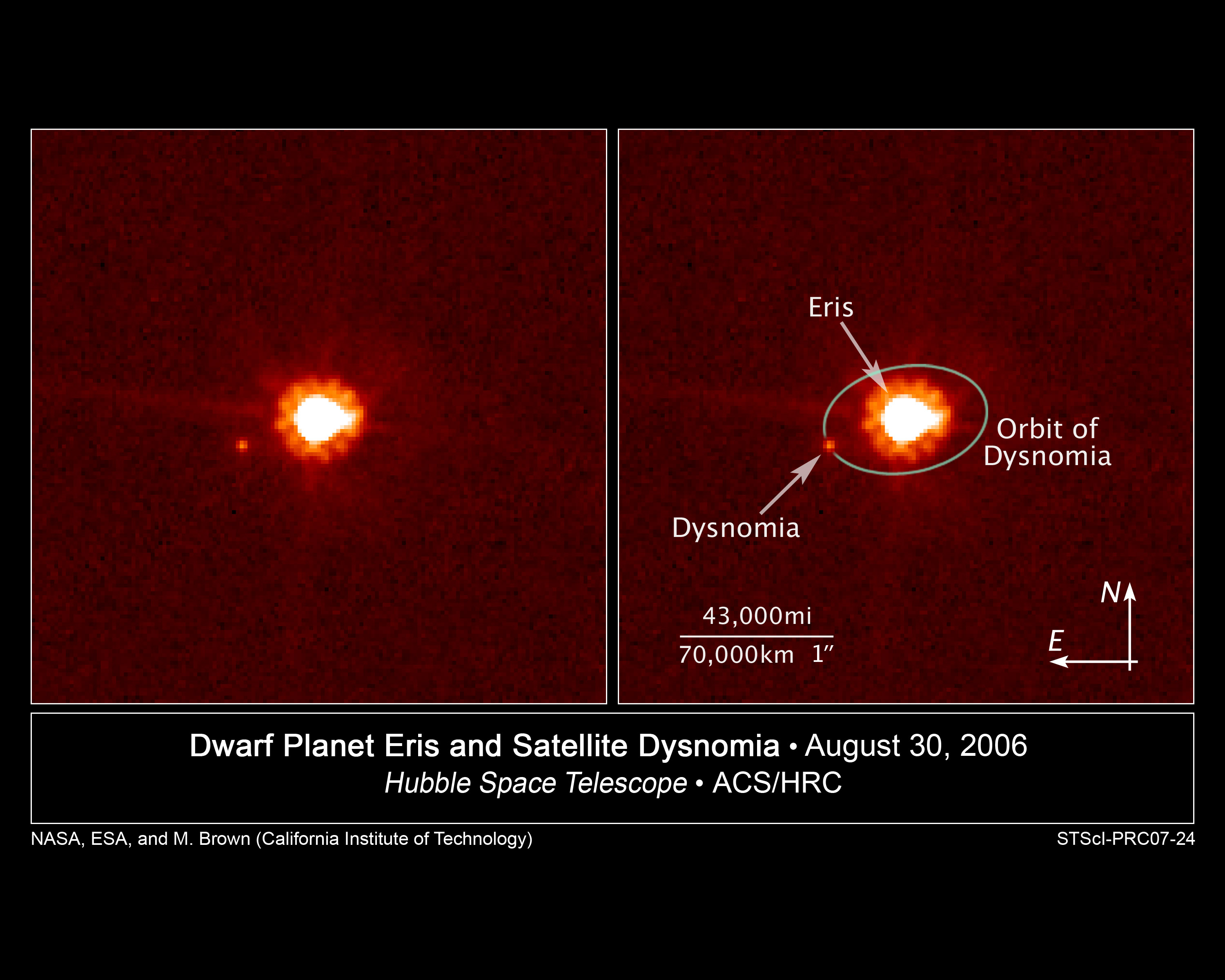
A Hubble űrtávcső képe az Erisről, balra lefelé látható a Dysnomia

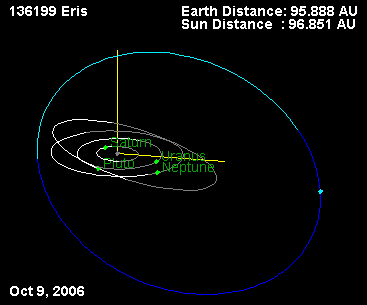
Az Eris pályája a Naprendszer néhány égitestjéhez képest

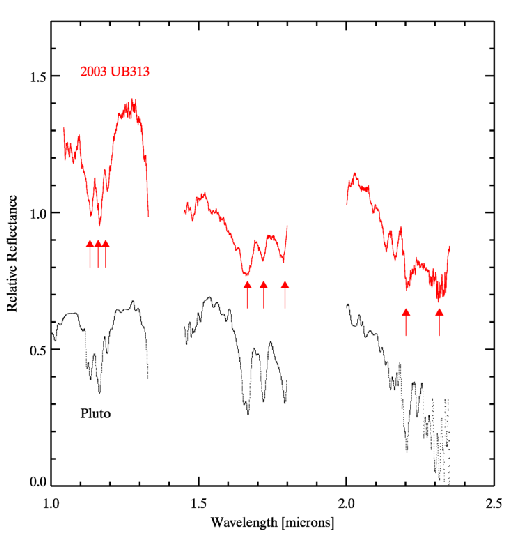
Az Eris színképe, a Gemini Obszervatórium felvétele

Az Eris, kisbolygó-jelöléssel 136199 Eris (ideiglenesen 2003 UB313, korábbi ragadványnevén Xéna; szimbólum: ) a legnagyobb ismert törpebolygó és plutoida a Naprendszerben. A kilencedik legnagyobb, közvetlenül a Nap körül keringő test, megelőzve a korábban nagybolygóként besorolt Plutót. Sugara 2010-es mérések szerint 1163 kilométer, a tömege pedig 27%-kal nagyobb a Pluto tömegénél.
Az Erist elsőként egy Palomar Obszervatóriumban dolgozó,  Michael Brown vezette csapat találta meg 2005 januárjában. Még abban az évben igazolták a létezését. Neptunuszon túli objektum (TNO), a Kuiper-övön túl található szórt korong tagja. Van egy holdja, a Dysnomia; a legújabb megfigyelések szerint továbbiakra utaló jelek nincsenek. A Naptól jelenleg 96,7 CsE-re van, körülbelül háromszor messzebb, mint a Pluto.
Mivel az Eris nagyobb, mint a Pluto, felfedezői és a NASA a Naprendszer tizedik bolygójának hívták. Ez és néhány hasonló méretű objektum felfedezése tette szükségessé, hogy a Nemzetközi Csillagászati Unió (IAU) a történelem során először meghatározza a bolygó fogalmát. Az új IAU-definíció szerint, amit 2006. augusztus 24-én fogadtak el, az Eris a Plutóval, a Ceresszel, Haumeával és a Makemakéval együtt törpebolygó.

## A felfedezés körülményeiről és a név eredetéről
Bár az égitest első fotói 2003. október 21-én készültek, az új égitestként való azonosítás a későbbi fotókkal való összehasonlításig, nevezetesen 2005. január 5-éig váratott magára. A felfedezés bejelentését (2005. július 29.) a média a „tizedik bolygó” megtalálásaként üdvözölte. Felélesztve a Sedna felfedezése óta dúló parázs vitát a bolygók mibenlétéről, nevét 2006. szeptember 13-án Erisz, a viszályt szító görög istennő után kapta.

## Adatai
A fényessége alapján átmérőjét 2700 km körülire becsülték, így nagyjából 20%-kal lenne nagyobb, mint a Pluto. 2010. november 6-án az Eris elfedett egy 17 magnitúdós csillagot. A fedés időtartamából nagyon pontosan meghatározott átmérő 2326 km-nek adódott.
Pályája a Naprendszer fősíkjával 45 fokos szöget zár be. A Napot 560 év alatt kerüli meg. Naptávolpontja 97 CSE, napközelpontja 36 CSE. Egy holdja van: a Dysnomia.

## A Dysnomia
Az égitestet 2005. szeptember 10-én Michael Brown (California Institute of Technology) csoportja azonosította. Erisz istennő nővére nyomán nevezték el, akinek neve  „törvényenkívüliség”-et és „féktelenség”-et jelent. Korábbi ragadványneve a Gabrielle. Átmérője hozzávetőleg 250 km; fénye az Eris fényének mintegy hatvanad része.